# Andrzej Szpilman

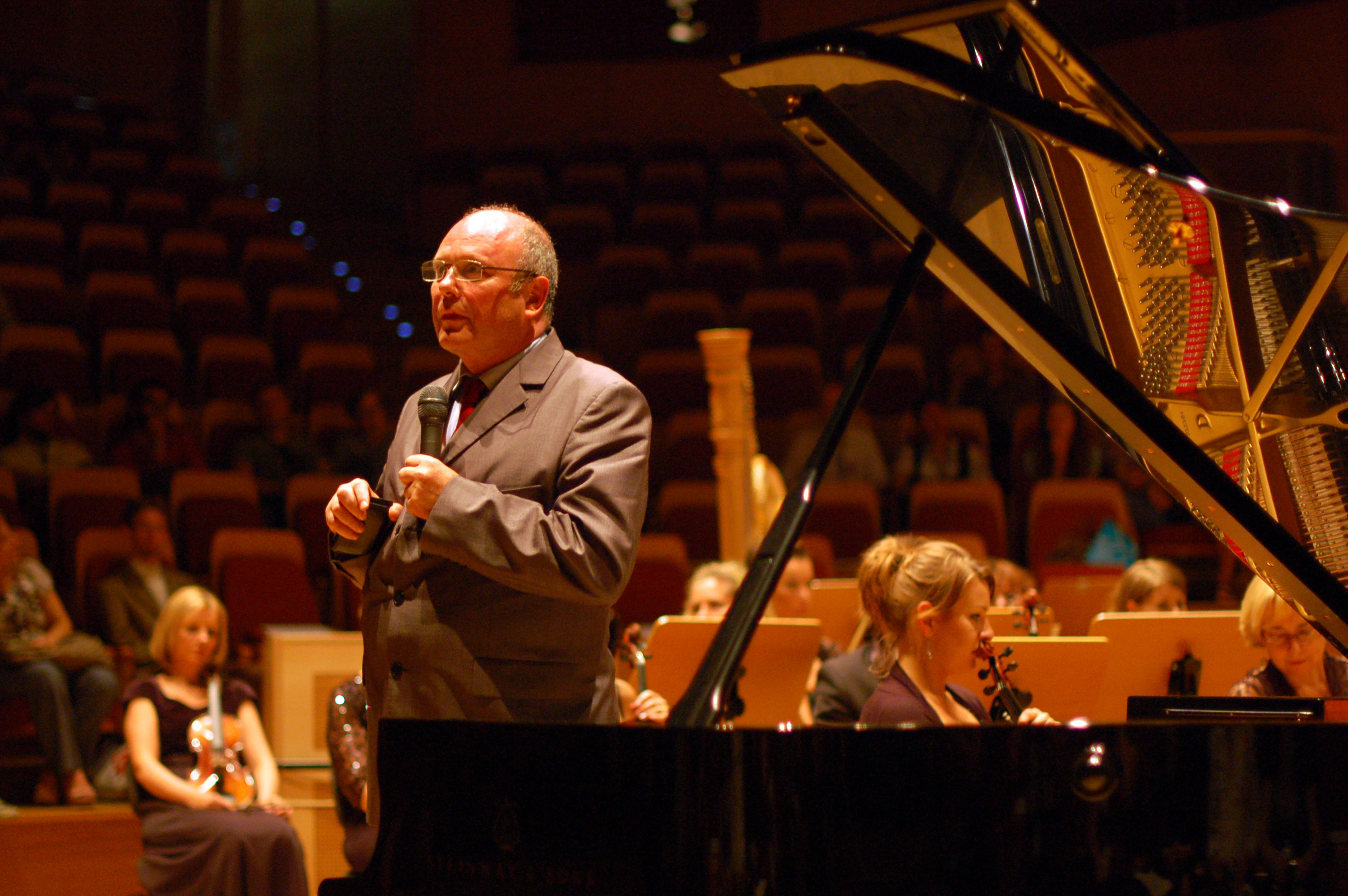
Andrzej Szpilman w czasie koncertu z okazji dziesiątej rocznicy śmierci Władysława Szpilmana w czasie Wikimania 2010 w Gdańsku

Andrzej Jerzy Szpilman (ur. 1956 w Warszawie) – polski kompozytor, producent muzyczny i lekarz stomatolog. Syn Władysława Szpilmana i Haliny Szpilman.
W latach 1984–1988 był pracownikiem naukowym na wydziale stomatologicznym (stomatologia zachowawcza) Uniwersytetu w Hamburgu. Od 1988 roku prowadził działalność terapeutyczną we własnej klinice w Hamburgu. Od 1978 roku produkował nagrania muzyczne dla Polskiego Radia.
Skomponował muzykę m.in. do następujących piosenek:
- „Wygląda to na żart”, sł. Kazimierz Winkler, wyk. Irena Santor
- „Po kropelce” (z Jerzym Suchockim), sł. Jan Tadeusz Stanisławski, wyk. Grażyna Auguścik
- „Od dnia do dnia”, sł. Renata Maklakiewicz, wyk. Bogusław Mec (PR Łódź) i Hanna Banaszak
- „Słońce tego lata”, sł. Renata Maklakiewicz, wyk. Grażyna Świtała
- „Własnym życiem żyć”, sł. Wojciech Jagielski, wyk. Janusz Kruk (2 plus 1)
- „Andzia i ja”, sł. Marcin Ciempiel, wyk. Oddział Zamknięty

W 1980 roku był producentem nowej wersji piosenki „Autobus czerwony” Władysława Szpilmana ze sł. Kazimierza Winklera w wyk. Wojciecha Bruślika. Do udziału w tym nagraniu pozyskał trzech polskich gitarzystów: Jana Borysewicza, Ryszarda Sygitowicza i Winicjusza Chrósta. W 1983 roku współprodukował pierwszą płytę Oddziału Zamkniętego z piosenką „Andzia i ja”. Od 1983 roku za granicą współpracuje z Wolfem Biermannem, Wendy Lands oraz innymi wykonawcami, produkując nagrania muzyczne dla takich wytwórni jak Universal Music USA, Sony Europe, Selected Sound, Sherman Records, BCI Eclipse, a także w Polsce. W 1998 roku skomponował muzykę do baletu Incense w choreografii Gamala Gouda wystawionego w Operze Hamburskiej. W latach 1998–1999 skomponował muzykę do filmów „Jej Wysokość Kolejka” i „I Tam Zostałem już Na Zawsze” w reż. Tadeusza Śmiarowskiego.
W 1998 roku wydał książkę swojego ojca, Władysława Szpilmana pt. Pianista, która zyskała światowy rozgłos (tłumaczenia na ponad 35 języków). Później doprowadził do ekranizacji Pianisty w reżyserii Romana Polańskiego, filmu nagrodzonego m.in. 3 Oscarami i Złotą Palmą w Cannes.
W latach 2000–2001 prowadził konkurs radiowy w Studiu S-1 pt. „Mikrofon dla Wszystkich” według koncepcji Władysława Szpilmana z roku 1952. Od 2003 roku był producentem nagrań w Los Angeles, biorąc jednocześnie udział w promocji filmu „Pianista” Romana Polańskiego. Wyprodukował w Sony Classical szereg płyt CD z nagraniami Władysława Szpilmana. Jest producentem filmowym i przygotowuje 90-minutowy film o Władysławie Szpilmanie we własnej reżyserii w koprodukcji ze studiem w USA.
Od sierpnia 2010 roku mieszka i pracuje jako lekarz stomatolog w Weil am Rhein na granicy Niemiec, Francji i Szwajcarii.